# Casa del Pavone
La Casa del Pavone è un edificio privato che si trova nel centro della città di Alcoy nella Comunità Valenciana ed è considerata una delle principali opere del modernismo valenciano.
L'edificio è un chiaro esempio dell'architettura liberty dell'inizio del XX secolo e prende il nome dalle sculture in ferro a forma di pavoni che fiancheggiano la porta principale.
Progettato nel 1909 dall'architetto valenciano Vicente Pascual Pastor, è un edificio residenziale privato di cinque piani, nella cui parte posteriore si trovava lo studio del pittore Fernando Cabrera Cantó, che collaborò con Pastor negli ornamenti e nella decorazione dell'edificio.